# 榎本遼香
榎本 遼香（えのもと はるか、1996年9月14日 - ）は、日本の飛込競技選手。作新学院中等部、作新学院高等学校、筑波大学体育専門学群卒業。筑波大学大学院博士後期課程在学中。2023年4月より栃木トヨタ自動車所属。2022年4月1日よりLiprondとマネジメント契約を結んでいる。

## 経歴
2017年ユニバーシアード、2017年FINA飛込グランプリ、2021年FINA飛込ワールドカップに出場。
2020年東京オリンピック日本代表にも選出され、宮本葉月とともに女子3mシンクロ板飛び込みで5位入賞。
2022年ブダペスト世界選手権では決勝進出を果たし10位。
2023年福岡世界選手権の代表選考会を兼ねた翼ジャパンダイビングカップにて女子3m板飛込決勝で派遣参考得点（284点）を上回る303.45点で2位に入り代表を内定させた。しかし、本大会は予選敗退。
2022年アジア競技大会の1m板飛込にも出場し、5位入賞
2024年ドーハ世界選手権日本代表にも選出。板飛び込みで11位に入りパリオリンピックを内定させた。
2024年パリオリンピックの飛込競技女子板飛び込みでは、準決勝まで進出し、合計244.20点で18位となり決勝には進出できなかった。